# George A. Olah
George Andrew Olah (en húngaro: Oláh György András; Budapest, Hungría; 22 de mayo de 1927-Beverly Hills, Estados Unidos; 8 de marzo de 2017) fue un químico húngaro nacionalizado estadounidense, galardonado con el Premio Nobel de Química del año 1994 «por sus investigaciones sobre los carbocationes, fundamentales en la producción de materiales sintéticos».

## Biografía
Estudió química en la Universidad Técnica de Budapest, donde se doctoró en 1949. Tras la Revolución Húngara de 1956 huyó, inicialmente a Inglaterra y posteriormente a Canadá, donde trabajó en la Dow Chemical Company. En 1965 aceptó su nombramiento como profesor de química en la Case Western Reserve University y en 1977 en la Universidad del Sur de California de Los Ángeles. En 1971 consiguió la nacionalidad estadounidense.

## Investigaciones científicas
Interesado en química orgánica desarrolló sus investigaciones sobre los cationes de carbono, denominados carbocationes, fragmentos cargados positivamente que proceden de moléculas de hidrocarburos y que aparecen en fracciones de segundo en los estadios intermedios de las reacciones químicas.
En 1994 fue galardonado con el Premio Nobel de Química «por sus investigaciones sobre los carbocationes, fundamentales en la producción de materiales sintéticos».
Fue galardonado en 2005 con la medalla Priestley, concedida por la American Chemical Society.